# Deposizione (Rogier van der Weyden)
La Deposizione dalla Croce è un'opera di Rogier van der Weyden, olio su tavola (220×262 cm), databile al 1435-1440, considerata uno dei capolavori dell'artista. È conservata nel Museo del Prado a Madrid.

## Storia
La pala era la parte centrale di un trittico parzialmente scomparso. Secondo una testimonianza del 1574 nelle ante laterali erano raffiguranti, in una, i quattro evangelisti e, nell'altra, una resurrezione. L'opera fu eseguita per la chiesa di Notre-Dame nella città belga di Lovanio, su commissione della gilda dei balestrieri. L'apprezzamento che essa riscosse fu subito molto grande, prova sono le innumerevoli copie che ne sono state tratte, a partire da quella realizzata già nel 1443, la più antica che si conosca, per la collegiata di San Pietro, sempre a Lovanio, nota come Trittico Edelheere (di anonimo).
Con la dominazione degli Asburgo di Spagna dei Paesi Bassi e delle Fiandre la tavola entrò in possesso dapprima di Maria d'Ungheria, che a sua volta ne fece dono a Filippo II di Spagna, grande estimatore della pittura fiamminga, che la collocò nel monastero dell'Escorial. Di seguito essa confluì nelle collezioni reali collocate nel Museo del Prado, attuale sede del dipinto.

## Descrizione e stile
Il dipinto ha l'insolita forma di una "T" rovesciata e molto probabilmente era originariamente corredato da sportelli che permettevano la chiusura dell'immagine principale al di fuori di certe feste religiose.
Il grande pannello evita la divisione per scomparti ed usa a pieno le possibilità offerte dalla pala unitaria, disponendo le figure sul registro orizzontale, in particolare quella di Gesù e di Maria, che ricalca la posa del primo a sottolineare la sua partecipazione anche fisica alle sofferenze del figlio. Il dipinto è ambientato in un ambiente esiguo, una specie di finta intercapedine con intagli lignei agli angoli, che sembra molto meno profonda di quanto non siano le figure, le quali si stagliano invece con un forte senso plastico, per contrasto. I gesti sono contratti e le linee sono spesso spezzate che ricorrono ritmicamente e con simmetrie. Le figure sono collocate in profondità e talvolta assecondano l'andamento della cornice, come le figure curve della Maddalena, all'estrema destra, e di san Giovanni, sul lato opposto.
L'ambientazione in una nicchia illusionistica rimanda allo schnitzaltar cioè quel tipo di altare, tipico dell'Europa del Nord e dell'area tedesca in particolare, in cui al centro, tra le ante richiudibili, non vi è una tavola dipinta bensì un gruppo ligneo scolpito ad intaglio, spesso policromo. Quasi a voler suggerire che l'oggetto della raffigurazione non è la reale rappresentazione della Passione (vi sarebbe un'ambientazione naturale), né una sua astrazione mistica (saremmo allora in presenza di un fondo d'oro, che nella simbologia bizantina, ripresa nell'arte medievale e tardogotica, astrae le figure dallo spazio per collocare in una dimensione eterna), bensì un gruppo scultoreo magistralmente dipinto.
Il perno è la figura esangue del Cristo, in posizione obliqua. La partecipazione fisica ed emotiva di Maria sembra rievocare i "Misteri" e testi popolari all'epoca come L'imitazione di Cristo, che proponevano di rivivere religiosamente ed emotivamente le sofferenze di Cristo. Il coinvolgimento del fedele in dipinti come questo è evidente e sembra voler chiarire con immediatezza il modello che tali Misteri proponevano a un pubblico più selezionato.
Ai lati troviamo due decori che simulano il legno e ricordano delle balestre; un rimando alla Gilda dei Balestrieri.
Fermo restando, una certa libertà di figure e di forme, l'opera trasmette un rigore tematico religioso, che non arresta il flusso di sentimenti, di caratteri, di tragicità, di emozioni, immerso in una struttura tecnica elevata, fine e particolareggiata.
Derivata da Jan van Eyck è l'abilità nella resa dei materiali più disparati tramite le sottili variazioni dei riflessi della luce. L'ampia cappa damascata di Giuseppe d'Arimatea è un perfetto esempio di questa abilità, aiutata dalla tecnica a olio.